# Driopea setosa
Driopea setosa là một loài bọ cánh cứng trong họ Cerambycidae.